# Viktoriya Rybalko
Viktoriya Rybalko (née le 26 octobre 1982) est une athlète ukrainienne, spécialiste du saut en longueur.

## Biographie
Elle détient un record personnel de 6,95 m réalisé en 2012. Elle a été 4e aux Championnats d'Europe d'athlétisme 2006 et encore finaliste à ceux de 2010. Elle a été deuxième aux championnats NCAA, représentant l'université du Maine. Elle est également championne d'Ukraine en 2006, 2007, 2008 et 2010.

## Palmarès
| Date | Compétition                         | Lieu       | Résultat | Marque |
| ---- | ----------------------------------- | ---------- | -------- | ------ |
| 2006 | Championnats d'Europe               | Göteborg   | 4e       | 6,62 m |
| 2007 | Championnats d'Europe en salle      | Birmingham | 7e       | 6,44 m |
| 2007 | Championnats du monde               | Osaka      | 10e      | 6,45 m |
| 2008 | Coupe d'Europe des nations en salle | Moscou     | 3e       | 6,51 m |
| 2010 | Championnats du monde en salle      | Doha       | 8e       | 6,28 m |
| 2010 | Championnats d'Europe               | Barcelone  | 4e       | 6,78 m |

### Records
| Épreuve          | Épreuve      | Performance | Lieu   | Date            |
| ---------------- | ------------ | ----------- | ------ | --------------- |
| Saut en longueur | En plein air | 6,95 m      | Yalta  | 13 juin 2012    |
| Saut en longueur | En salle     | 6,74 m      | Moscou | 28 janvier 2007 |